# Trebova Planina
Trebova Planina är ett berg i Bosnien och Hercegovina.   Det ligger i entiteten Republika Srpska, i den sydöstra delen av landet, 60 km söder om huvudstaden Sarajevo. Toppen på Trebova Planina är 1 795 meter över havet.
Terrängen runt Trebova Planina är kuperad åt nordväst, men åt sydost är den bergig. Närmaste större samhälle är Foča, 18,7 km nordost om Trebova Planina. 
I omgivningarna runt Trebova Planina växer i huvudsak blandskog. Runt Trebova Planina är det ganska tätbefolkat, med 67 invånare per kvadratkilometer.